# Seznam dílů seriálu Naruto: Šippúden
Toto je seznam dílů seriálu Naruto: Šippúden. Anime seriál Naruto: Šippúden navazuje na seriál Naruto. Seriál se vysílal v letech 2007–2017 a sestává z celkem dvaceti jedna řad a osmi doprovodných filmů, které režíroval Hajato Date a vyrobilo Studio Pierrot.
Díly seriálu Naruto: Šippúden navazují dějem na předchozí seriál Naruto, ale odehrávají se přibližně dva a půl roku poté, co Naruto odešel z Listové vesnice trénovat s Džiraijou. Začátek seriálu se soustředí na snahy Naruta a jeho společníků zachránit Gaaru, nyní již kazekageho Písečné vesnice, jenž byl unesen organizací Akacuki, což později vyústí v rozsáhlejší boje s touto organizací. Seriál Naruto: Šippúden adaptuje děj mangy od Masaši Kišimota přibližně od 245. kapitoly.

## Úvodní a závěrečné znělky

### Úvodní znělky
| #  | Název skladby           | Interpret                | Díly    |
| -- | ----------------------- | ------------------------ | ------- |
| 1  | Hero's Come Back!!      | nobodyknows+             | 1–30    |
| 2  | Distance                | Long Shot Party          | 31–53   |
| 3  | Blue Bird               | Ikimono Gakari           | 54–77   |
| 4  | Closer                  | Joe Inoue                | 78–102  |
| 5  | Hotaru no hikari        | Ikimono Gakari           | 103–128 |
| 6  | Sign                    | FLOW                     | 129–153 |
| 7  | Tómei datta sekai       | Motohiro Hata            | 154–179 |
| 8  | Diver                   | Nico Touches The Walls   | 180–205 |
| 9  | Lovers                  | 7!!                      | 206–230 |
| 10 | newsong                 | tacica                   | 231–256 |
| 11 | Tocugeki Rock           | The Cro-Magnons          | 257–281 |
| 12 | Moshimo                 | Daisuke                  | 282–306 |
| 13 | Niwaka ame ni mo makezu | Nico Touches The Walls   | 307–332 |
| 14 | Cuki no ókisa           | Nogizaka46               | 333–356 |
| 15 | Guren                   | DOES                     | 357–379 |
| 16 | Silhouette              | Kana-Boon                | 380–405 |
| 17 | Kaze                    | Jamazaru                 | 406–431 |
| 18 | LINE                    | Sukima Switch            | 432–458 |
| 19 | Blood Circulator        | Asian Kung-Fu Generation | 459–479 |
| 20 | Kara no kokoro          | Anly                     | 480–500 |

### Závěrečné znělky
| #  | Název skladby                         | Interpret              | Díly    |
| -- | ------------------------------------- | ---------------------- | ------- |
| 1  | Nagareboši (Shooting Star)            | Home Made Kazoku       | 1–20    |
| 2  | Miči: to you all                      | alüto                  | 21–30   |
| 3  | Kimi monogatari                       | little by little       | 31–40   |
| 4  | Mezamero! Jasei                       | Matchy with Question?  | 41–53   |
| 5  | Sunaona nidži                         | Surface                | 54–64   |
| 6  | Broken Youth                          | Nico Touches The Walls | 65–77   |
| 7  | Long Kiss Goodbye                     | Halcali                | 78–90   |
| 8  | Baččikoi                              | Dev Parade             | 91–102  |
| 9  | Šinkokjú                              | Super Beaver           | 103–115 |
| 10 | My Answer                             | Seamo                  | 116–128 |
| 11 | Omae dattanda                         | Kišidan                | 129–141 |
| 12 | For You                               | Azu                    | 142–153 |
| 13 | Džitenša                              | Ore Ska Band           | 154–166 |
| 14 | Utakata hanabi                        | Supercell              | 167–179 |
| 15 | U Can Do It!                          | Domino                 | 180–192 |
| 16 | Majonaka no orchestra                 | Aqua Timez             | 193–205 |
| 17 | Freedom                               | Home Made Kazoku       | 206–218 |
| 18 | Jokubó wo sakebe!!                    | Okamoto's              | 219–230 |
| 19 | Place To Try                          | Totalfat               | 231–242 |
| 20 | By My Side                            | Hemenway               | 243–256 |
| 21 | Cascade                               | Unlimits               | 257–268 |
| 22 | Kono koe karašite                     | Aisha feat. Chenon     | 269–281 |
| 23 | Mother                                | MUCC                   | 282–295 |
| 24 | Sajonara Memory                       | 7!!                    | 296–306 |
| 25 | I Can Hear                            | DISH//                 | 307–319 |
| 26 | Jume o daite: Hadžimari no Crissroads | Rake                   | 320–332 |
| 27 | Black Night Town                      | Akihisa Kondó          | 333–343 |
| 28 | Nidži                                 | Šinkú Hollow           | 344–356 |
| 29 | FLAME                                 | DISH//                 | 357–366 |
| 30 | Never Change                          | SHUN feat. Lyu:Lyu     | 367–379 |
| 31 | Dame dame da                          | Šiori Tomita           | 380–393 |
| 32 | Spinning World                        | Diana Garnett          | 394–405 |
| 33 | Kotoba no iranai jakusoku             | sana                   | 406–417 |
| 34 | Nidži no sora                         | FLOW                   | 417–431 |
| 35 | Troublemaker                          | KANIKAPILA             | 432–443 |
| 36 | Sonna kimi, konna boku                | Thinking Dogs          | 444–454 |
| 37 | Ao no Lullaby                         | Kuroneko Chelsea       | 455–467 |
| 38 | Pino to Amélie                        | Huwie Išizaki          | 468–479 |
| 39 | Tabidači no uta                       | Ajumikurikamaki        | 480–488 |
| 40 | Zecu zecu                             | Swimy                  | 489–500 |

## Seznam dílů

### První řada (2007)
| Č. v seriálu | Původní název                                               | Český název                                       | Premiéra v Japonsku |
| --- | ----------------------------------------------------------- | ------------------------------------------------- | ------------------- |
| 1 | Kikjó 帰郷                                                  | Návrat domů                                       | 15. února 2007      |
| Příběh začíná ukázkou z 51. dílu, respektive z kapitol mangy č. 305–307, kdy se Naruto a Sakura setkávají v tajném úkrytu se Sasukem. Naruto se jej snaží přemluvit, aby se vrátil spolu s nimi do Listové vesnice, ale Sasuke odmítá a rozhodne se na Naruta zaútočit. V jeho mysli se pak setkává s devítiocasým démonem, jenž okamžitě poznává, že je z klanu Učiha, a Sasukeho přirovnává k Madarovi Učihovi. Poté se dění epizody vrací do Listové vesnice, kam se po dvou a půl letech vrací Naruto s Džiraijou. Hned při návratu se setkává se Sakurou.                       |                                                             |                                                   |                     |
| 2 | Akacuki, šidó 暁、始動                                      | Akacuki. Akce začíná                              | 15. února 2007      |
| Naruto se dovídá, že za tu dobu, co nebyl ve vesnici, získala drtivá většina jeho přátel hodnost čúnin, Nedži, Kankuró a Temari hodnost džónin, a že Gaara dokonce získal titul kazekage. Džiraija se setkává s Kakašim a přináší mu zprávy o plánu organizace Akacuki, která se snaží pochytat všechny bidžú. Kakaši se poté rozhodne otestovat schopnosti Naruta a Sakury tím, že jim dá za úkol získat od něj rolničky. Mezitím se v Písečné vesnici objevují dva členové Akacuki, Deidara a Sasori, jimž hlídač Júra usnadnil vstup do vesnice tím, že pozabíjel ostatní stráže. |                                                             |                                                   |                     |
| 3 | Šugjó no seika 修行の成果                                   | Výsledky tréninku                                 | 22. února 2007      |
| 4 | Suna no džinčúriki 砂の人柱力                               | Písečný džinčúriki                                | 1. března 2007      |
| 5 | Kazekage to šite...! 風影として…！                          | Jako Kazekage...!                                 | 15. března 2007     |
| 6 | Geidžucu wa bakuhacu da! 芸術は爆発だ！                     | Umění je odpal!                                   | 29. března 2007     |
| 7 | Šissóre Kankuró 疾走れカンクロウ                            | Sprintující Kankuró                               | 29. března 2007     |
| 8 | Šucugeki, Kakaši-han 出撃、カカシ班                         | Tým Kakaši vyráží!                                | 12. dubna 2007      |
| 9 | Džinčúriki no namida 人柱力の涙                             | Slzy džinčúriki                                   | 12. dubna 2007      |
| 10 | Fúin džucu: genrjú kjú fúdžin 封印術・幻龍九封尽            | Pečetící technika: devět pečetí Přízračného draka | 19. dubna 2007      |
| 11 | Irjó nindža no deiši 医療忍者の弟子                         | Učednice lékařského nindži                        | 26. dubna 2007      |
| 12 | Inkjo babá no kecui 隠居ババアの決意                        | Rozhodnutí staré důchodkyně                       | 3. května 2007      |
| 13 | Innen aima mieru 因縁あいまみえる                           | Osudová setkání                                   | 10. května 2007     |
| 14 | Naruto no seičó ナルトの成長                                | Naruto dospěl                                     | 17. května 2007     |
| 15 | Kakuši dama nazukete…! 隠し玉 名付けて…！                   | Skrytá koule pojmenována…!                        | 24. května 2007     |
| 16 | Džinčúriki no himicu 人柱力の秘密                           | Tajemství džinčúrikiho                            | 31. května 2007     |
| 17 | Gaara šisu! 我愛羅死す！                                    | Gaarova smrt!                                     | 7. června 2007      |
| 18 | Tocunjú! Botanfukku entorí 突入！ボタンフックエントリー     | Vstup! Útočně provokační nástup!                  | 21. června 2007     |
| 19 | Torappu sadó! Gai-han no teki 罠(トラップ)作動！ガイ班の敵  | Aktivace pasti! Nepřátelé týmu Gai!               | 5. července 2007    |
| 20 | Hiruko tai futari no kunoiči ヒルコvs二人の女忍者(くのいち) | Hiruko versus dvě kunoiči                         | 19. července 2007   |
| 21 | Sasori no sugao サソリの素顔                                | Sasoriho tvář                                     | 26. července 2007   |
| 22 | Čijo no oku no te チヨの奥の手                              | Vnitřní ruka Čijo                                 | 2. srpna 2007       |
| 23 | Čiči to Haha 「父」と「母」                                 | Otec a Matka                                      | 2. srpna 2007       |
| 24 | Sandaime kazekage 三代目風影                                | Třetí kazekage                                    | 9. srpna 2007       |
| 25 | Sei to ši no sanbunkan 生と死の三分間                       | Tři minuty mezi životem a smrtí                   | 16. srpna 2007      |
| 26 | Džúgi tai hjakugi 十機vs百機                                | Deset loutek vs. sto loutek                       | 23. srpna 2007      |
| 27 | Kanawanu jume 叶わぬ夢                                      | Sen, který se nemohl stát skutečností             | 30. srpna 2007      |
| 28 | Jomigaeru kemono-tači 蘇る獣たち                            | Obživené bestie                                   | 13. září 2007       |
| 29 | Kakaši kaigan! カカシ開眼！                                 | Kakašiho průlom                                   | 27. září 2007       |
| 30 | Šunkan no bigaku 瞬間の美学                                 | Krása okamžiku                                    | 27. září 2007       |
| 31 | Cugare juku mono 継がれゆくもの                             | Příští generace                                   | 18. října 2007      |
| 32 | Kazekage no kikan 風影の帰還                                | Návrat kazekageho                                 | 25. října 2007      |

### Druhá řada (2007–2008)
| Č. v seriálu | Původní název                               | Český název                       | Premiéra v Japonsku |
| ------------ | ------------------------------------------- | --------------------------------- | ------------------- |
| 33           | Aratanaru taagetto 新たなる目標             | Nový cíl                          | 8. listopadu 2007   |
| 34           | Kessei! Šin Kakaši han 結成!新カカシ班      | Formace! Nový tým Kakaši          | 15. listopadu 2007  |
| 35           | Gadatensoku 画蛇添足                        | Nechtěný přírůstek                | 22. listopadu 2007  |
| 36           | Icuwari no egao 偽りの笑顔                  | Falešný úsměv                     | 29. listopadu 2007  |
| 37           | Sabutaitoru mitei 無題                      | Nerozhodnutý název                | 29. listopadu 2007  |
| 38           | Šimjuréšon 模擬戦闘訓練                     | Napodobení                        | 6. prosince 2007    |
| 39           | Tenčikjó 天地橋                             | Most nebe a země                  | 13. prosince 2007   |
| 40           | Kjúbi kaihó!! 九尾解放!!                    | Odpoutaný devítiocasý!!           | 20. prosince 2007   |
| 41           | Gokuhi nimu sutáto 極秘任務スタート         | Přísně tajná mise začala          | 20. prosince 2007   |
| 42           | Oročimaru básasu džinčúriki 大蛇丸vs人柱力  | Oročimaru versus džinčúriki       | 10. ledna 2008      |
| 43           | Sakura no namida サクラの涙                 | Sakuřiny slzy                     | 17. ledna 2008      |
| 44           | Tatakai no tenmacu 戦いの顛末               | Pravda o bitvě                    | 24. ledna 2008      |
| 45           | Uragiri no hate 裏切りの果て                | Následky zrady                    | 31. ledna 2008      |
| 46           | Mikan no pédži 未完の頁                     | Nedokončená stránka               | 7. února 2008       |
| 47           | Sennjú! Dokuhebi no adžito 潜入！毒蛇の巣窟 | Infiltrace! Úkryt jedovatého hada | 14. února 2008      |
| 48           | Cunagari つながり                           | Pouta                             | 28. února 2008      |
| 49           | Taisecu na mono 大切なモノ                  | Něco důležitého                   | 6. března 2008      |
| 50           | Ehon ga kataru monogatari 絵本が語る物語    | Příběh z obrázkové knížky         | 13. března 2008     |
| 51           | Saikai 再会                                 | Znovushledání                     | 20. března 2008     |
| 52           | Učiha no čikara うちはの力                  | Síla Učihy                        | 20. března 2008     |
| 53           | Taitoru 題名                                | Přezdívky                         | 3. dubna 2008       |

### Třetí řada (2008)
| Č. v seriálu | Původní název                   | Český název                   | Premiéra v Japonsku |
| ------------ | ------------------------------- | ----------------------------- | ------------------- |
| 54           | Akumu 悪夢                      | Noční můra                    | 3. dubna 2008       |
| 55           | Kaze 旋風                       | Vítr                          | 17. dubna 2008      |
| 56           | Ugomeku うごめく                | Svíjení                       | 24. dubna 2008      |
| 57           | Ubawareta nemuri 奪われた永眠り | Nekonečný spánek              | 8. května 2008      |
| 58           | Kodoku 孤独                     | Osamělost                     | 8. května 2008      |
| 59           | Aratana teki 新たな敵           | Nový nepřítel                 | 15. května 2008     |
| 60           | Uitenpen 有為転変               | Kolo štěstěny                 | 22. května 2008     |
| 61           | Seššoku 接触                    | Dotek                         | 29. května 2008     |
| 62           | Čímumeito チームメイト          | Člen týmu                     | 5. června 2008      |
| 63           | Futacu no gjoku 二つの玉        | Dva králové                   | 19. června 2008     |
| 64           | Šikkoku no noroši 漆黒の狼煙    | Tmavý smluvený signál         | 3. července 2008    |
| 65           | Ankoku no sedžó 暗黒の施錠      | Dočasná tma                   | 3. července 2008    |
| 66           | Jomigaeru tamašii 黄泉がえる魂  | Obživené duše                 | 10. července 2008   |
| 67           | Sorezore no šitó それぞれの死闘 | Mnoho bojů na život a na smrt | 24. července 2008   |
| 68           | Mezame no toki 目覚めの刻       | Čas procitnutí                | 31. července 2008   |
| 69           | Zecubó 絶望                     | Zoufalství                    | 31. července 2008   |
| 70           | Kjómei 共鳴                     | Rezonance                     | 7. srpna 2008       |
| 71           | Tomo jo 友よ                    | Můj přítel                    | 14. srpna 2008      |

### Čtvrtá řada (2008)
| Č. v seriálu | Původní název                               | Český název                                  | Premiéra v Japonsku |
| ------------ | ------------------------------------------- | -------------------------------------------- | ------------------- |
| 72           | Šinobijoru kjói 忍び寄る脅威                | Nebezpečí se blíží                           | 21. srpna 2008      |
| 73           | Akacuki šinkó 暁 侵攻                       | Útok Akacuki                                 | 28. srpna 2008      |
| 74           | Hošizora no moto de 星空の下で              | Pod hvězdnou oblohou                         | 4. září 2008        |
| 75           | Rósó no inori 老僧の祈り                    | Modlitba starého mnicha                      | 11. září 2008       |
| 76           | Cuginaru suteppu 次なる段階                 | Další krok                                   | 25. září 2008       |
| 77           | Bógin 棒銀                                  | Stoupající stříbro                           | 25. září 2008       |
| 78           | Kudasareta sabaki 下された裁き              | Dohodnutý soud                               | 2. října 2008       |
| 79           | Todokanu zekkjó 届かぬ絶叫                  | Nekonečný křik                               | 2. října 2008       |
| 80           | Saigo no kotoba 最期の言葉                  | Poslední slova                               | 16. října 2008      |
| 81           | Kanašiki širase 悲しき報せ                  | Zdrcující zpráva                             | 23. října 2008      |
| 82           | Daidžúppan 第十班                           | Tým 10                                       | 30. října 2008      |
| 83           | Tágetto rokkuon 標的捕捉                    | Cíl zaměřen                                  | 6. listopadu 2008   |
| 84           | Kakuzu no nórjoku 角都の能力                | Kakuzova schopnost                           | 13. listopadu 2008  |
| 85           | Osorubeki himicu 恐るべき秘密               | Hrozivé tajemství                            | 20. listopadu 2008  |
| 86           | Šikamaru no sai シカマルの才                | Šikamarův génius                             | 4. prosince 2008    |
| 87           | Hito o norowaba ana futacu 人を呪わば穴二つ | Když někoho prokleješ, kopeš si vlastní hrob | 4. prosince 2008    |
| 88           | Fúton: Rasenšuriken! 風遁・螺旋手裏剣！     | Větrný rasen-šuriken!                        | 11. prosince 2008   |

### Pátá řada (2008–2009)
| Č. v seriálu | Původní název                                    | Český název                   | Premiéra v Japonsku |
| ------------ | ------------------------------------------------ | ----------------------------- | ------------------- |
| 89           | Čikara no daišó 力の代償                         | Cena moci                     | 18. prosince 2008   |
| 90           | Šinobi no kecui 忍びの決意                       | Nindžovo rozhodnutí           | 25. prosince 2008   |
| 91           | Hakken - Oročimaru no adžito 発見 大蛇丸のアジト | Nalezen Oročimarův úkryt      | 8. ledna 2009       |
| 92           | Deai 遭遇                                        | Setkání                       | 15. ledna 2009      |
| 93           | Kajoiau kokoro 通い合う心                        | Spojená srdce                 | 22. ledna 2009      |
| 94           | Ame hitojo 雨一夜                                | Deštivá noc                   | 29. ledna 2009      |
| 95           | Futacu no omamori ふたつのお守り                 | Dva talismany                 | 5. února 2009       |
| 96           | Miezaru teki 見えざる敵                          | Skrytý nepřítel               | 12. února 2009      |
| 97           | Ranhanša no meikjú 乱反射の迷宮                  | Labyrint zkreslených odrazů   | 19. února 2009      |
| 98           | Arawareta hjóteki 現れた標的                     | Cíl na obzoru                 | 26. února 2009      |
| 99           | Arekurú bidžú 荒れ狂う尾獣                       | Běsnící ocasatý démon         | 5. března 2009      |
| 100          | Kiri no naka de 霧の中で                         | V mlze                        | 12. března 2009     |
| 101          | Sorezore no omoi それぞれの想い                  | Pocity každého                | 26. března 2009     |
| 102          | Saihensei! 再編成！                              | Přeskupení!                   | 26. března 2009     |
| 103          | Kekkai šihó fúdžin 結界四方封陣                  | Čtyřrohá pečetící bariéra     | 9. dubna 2009       |
| 104          | Šóton kuzuši 晶遁崩し                            | Prolomení krystalové techniky | 9. dubna 2009       |
| 105          | Kekkai kóbósen 結界攻防戦                        | Bitva o bariéru               | 16. dubna 2009      |
| 106          | Akai cubaki 赤い椿                               | Rudá kamélie                  | 23. dubna 2009      |
| 107          | Goecudóšú 呉越同舟                               | Znepřátelení spojenci         | 30. dubna 2009      |
| 108          | Cubaki no mičiširube 椿の道標                    | Kamélie jako rozcestník       | 7. května 2009      |
| 109          | Džuin no gjakušú 呪印の逆襲                      | Protiútok prokleté pečetě     | 14. května 2009     |
| 110          | Cumi no kioku 罪の記憶                           | Vzpomínky na vinu             | 21. května 2009     |
| 111          | Kudakareta jakusoku 砕かれた約束                 | Porušený slib                 | 28. května 2009     |
| 112          | Kaerubeki bašo 帰るべき場所                      | Místo, kam se vrátit          | 4. června 2009      |

### Šestá řada (2009–2010)
| Č. v seriálu | Původní název                                                                        | Český název                                                  | Premiéra v Japonsku |
| ------------ | ------------------------------------------------------------------------------------ | ------------------------------------------------------------ | ------------------- |
| 113          | Daidža no dókó 大蛇の瞳孔                                                            | Hadí zornice                                                 | 11. června 2009     |
| 114          | Taka no hitomi 鷹の瞳                                                                | Jestřábí oko                                                 | 18. června 2009     |
| 115          | Zabuza no daitó 再不斬の大刀                                                         | Zabuzova čepel                                               | 25. června 2009     |
| 116          | Teppeki no bannin 鉄壁の番人                                                         | Strážce železné zdi                                          | 2. července 2009    |
| 117          | Kita adžito no Džúgo 北アジトの重吾                                                  | Džúgo ze severního úkrytu                                    | 9. července 2009    |
| 118          | Kessei! 結成!                                                                        | Formace!                                                     | 23. července 2009   |
| 119          | Kakaši gaiden ~ Sendžó no bóizuraifu ~ zenpen カカシ外伝～戦場のボーイズライフ～前編 | Kakašiho příběh: život chlapce na bojišti (část 1)           | 30. července 2009   |
| 120          | Kakaši gaiden ~ Sendžó no bóizuraifu ~ kóhen カカシ外伝～戦場のボーイズライフ～後編  | Kakašiho příběh: život chlapce na bojišti (část 2)           | 30. července 2009   |
| 121          | Ugokidasumono-tači 動き出すものたち                                                  | Shromáždění                                                  | 6. srpna 2009       |
| 122          | Tansaku 探索                                                                         | Lov                                                          | 13. srpna 2009      |
| 123          | Gekitocu! 激突!                                                                      | Souboj!                                                      | 20. srpna 2009      |
| 124          | Geidžucu 芸術                                                                        | Umění                                                        | 27. srpna 2009      |
| 125          | Šóšicu 消失                                                                          | Zmizení                                                      | 3. září 2009        |
| 126          | Tasogare 黄昏                                                                        | Soumrak                                                      | 10. září 2009       |
| 127          | Dokondžó ninden ~ Džiraija ninpóčó ~ zenpen ド根性忍伝～自来也忍法帖～前編           | Příběh odvážného nindži - Džiraijův zápisník nindži (část 1) | 24. září 2009       |
| 128          | Dokondžó ninden ~ Džiraija ninpóčó ~ kóhen ド根性忍伝～自来也忍法帖～後編            | Příběh odvážného nindži: Džiraijův zápisník nindži (část 2)  | 24. září 2009       |
| 129          | Sennjú! Amegakure no sato 潜入! 雨隠れの里                                           | Vniknutí! Skrytá deštná vesnice                              | 8. října 2009       |
| 130          | Kami to natta otoko 神となった男                                                     | Muž, který se stal bohem                                     | 8. října 2009       |
| 131          | Hacudó! Sennin módo 発動! 仙人モード                                                 | Vyvolání! Mód poustevníka                                    | 15. října 2009      |
| 132          | Pein rikudó, kenzan ペイン六道、見参                                                 | Pein šesti cest. Setkání                                     | 22. října 2009      |
| 133          | Džiraija gókecu monogatari 自来也豪傑物語                                            | Příběh udatného Džiraiji                                     | 29. října 2009      |
| 134          | Utage e no izanai 宴への誘い                                                         | Pozvánka na párty                                            | 5. listopadu 2009   |
| 135          | Nagaki toki no naka de... 長き瞬間の中で…                                            | Nejdelší okamžik                                             | 19. listopadu 2009  |
| 136          | Mangekjó šaringan no hikari to jami 万華鏡写輪眼の光と闇                             | Světlo a temnota Kaleidoskopického šaringanu                 | 19. listopadu 2009  |
| 137          | Amaterasu 天照                                                                       | Amaterasu                                                    | 26. listopadu 2009  |
| 138          | Šúen 終焉                                                                            | Konec                                                        | 3. prosince 2009    |
| 139          | Tobi no nazo トビの謎                                                                | Tobiho tajemství                                             | 10. prosince 2009   |
| 140          | Innen 因縁                                                                           | Osud                                                         | 17. prosince 2009   |
| 141          | Šindžicu 真実                                                                        | Pravda                                                       | 24. prosince 2009   |
| 142          | Unraikjó no tatakai 雲雷峡の闘い                                                     | Bitva v Roklině blesků                                       | 7. ledna 2010       |
| 143          | "Hačibi" tai "Sasuke" 「八尾」対「サスケ」                                           | Osmiocasý proti Sasukemu                                     | 14. ledna 2010      |

### Sedmá řada (2010)
| Č. v seriálu | Původní název                    | Český název                | Premiéra v Japonsku |
| ------------ | -------------------------------- | -------------------------- | ------------------- |
| 144          | Fúraibó 風来坊                   | Poutník                    | 21. ledna 2010      |
| 145          | Kindžucu no keišóša 禁術の継承者 | Nástupce zakázané techniky | 28. ledna 2010      |
| 146          | Keišóša no omoi 継承者の想い     | Dědicovo přání             | 4. února 2010       |
| 147          | Nukenin no kako 抜け忍の過去     | Minulost ztraceného nindži | 11. února 2010      |
| 148          | Jami no kókeiša 闇の後継者       | Dědictví temnoty           | 18. února 2010      |
| 149          | Becuri 別離                      | Odloučení                  | 25. února 2010      |
| 150          | Kindžucu hacudó 禁術発動         | Zakázaná technika uvolněna | 4. března 2010      |
| 151          | Šitei 師弟                       | Mistr a žák                | 11. března 2010     |

### Osmá řada (2010)
| Č. v seriálu | Původní název                                                                 | Český název                                             | Premiéra v Japonsku |
| ------------ | ----------------------------------------------------------------------------- | ------------------------------------------------------- | ------------------- |
| 152          | Hihó 悲報                                                                     | Chmurné zprávy                                          | 25. března 2010     |
| 153          | Ši no kage o otte 師の影を追って                                              | V mistrových stopách                                    | 25. března 2010     |
| 154          | Angó kaidoku 暗号解読                                                         | Dešifrování                                             | 8. dubna 2010       |
| 155          | Daiiči no kadai 第一の課題                                                    | První výzva                                             | 8. dubna 2010       |
| 156          | Ši o koeru toki 師を超えるとき                                                | Překonat mistra                                         | 15. dubna 2010      |
| 157          | Konoha šúgeki! 木ノ葉襲撃!                                                    | Útok na Konohu!                                         | 22. dubna 2010      |
| 158          | Šindžiru čikara 信じる力                                                      | Síla věřit                                              | 29. dubna 2010      |
| 159          | Pein básasu Kakaši ペインvsカカシ                                             | Pein versus Kakaši                                      | 6. května 2010      |
| 160          | Pein no nazo ペインの謎                                                       | Peinovo tajemství                                       | 13. května 2010     |
| 161          | Sei wa Sarutobi, na wa Konohamaru! 姓は猿飛、名は木ノ葉丸!                    | Příjmením Sarutobi, křestním Konohamaru!                | 20. května 2010     |
| 162          | Sekai ni itami o 世界に痛みを                                                 | Bolest světu                                            | 27. května 2010     |
| 163          | Bakuhacu! Sennin módo 爆発! 仙人モード                                        | Výbuch! Mód poustevníka                                 | 3. června 2010      |
| 164          | Pinči! Kieta sennin módo 危機! 消えた仙人モード                               | Krize! Konec módu poustevníka                           | 10. června 2010     |
| 165          | Kjúbi hokaku kanrjó 九尾捕獲完了                                              | Devítiocasý lapen                                       | 17. června 2010     |
| 166          | Kokuhaku 告白                                                                 | Přiznání                                                | 24. června 2010     |
| 167          | Čibaku tensei 地爆天星                                                        | Planetární devastace                                    | 1. července 2010    |
| 168          | Jondaime hokage 四代目火影                                                    | Čtvrtý hokage                                           | 15. července 2010   |
| 169          | Futari no deši ふたりの弟子                                                   | Dva mistrovi žáci                                       | 22. července 2010   |
| 170          | Daibóken! Jondaime no isan o sagase - zenpen 大冒険! 四代目の遺産を探せ・前編 | Velké dobrodružství! Hledání dědictví Čtvrtého (část 1) | 29. července 2010   |
| 171          | Daibóken! Jondaime no isan o sagase - kóhen 大冒険! 四代目の遺産を探せ・後編  | Velké dobrodružství! Hledání dědictví Čtvrtého (část 2) | 29. července 2010   |
| 172          | Deai 出逢い                                                                   | Setkání                                                 | 5. srpna 2010       |
| 173          | Pein tandžó ペイン誕生                                                        | Peinův původ                                            | 12. srpna 2010      |
| 174          | Uzumaki Naruto monogatari うずまきナルト物語                                  | Příběh Naruta Uzumakiho                                 | 19. srpna 2010      |
| 175          | Konoha no eijú 木ノ葉の英雄                                                   | Hrdina Listové                                          | 26. srpna 2010      |

### Devátá řada (2010–2011)
| Č. v seriálu | Původní název                                   | Český název                      | Premiéra v Japonsku |
| ------------ | ----------------------------------------------- | -------------------------------- | ------------------- |
| 176          | Šinmai kjóši Iruka 新米教師イルカ               | Iruka, učitel nováčků            | 2. září 2010        |
| 177          | Iruka no širen イルカの試練                     | Irukův osud                      | 9. září 2010        |
| 178          | Iruka no kecui イルカの決意                     | Irukovo odhodlání                | 16. září 2010       |
| 179          | Tantó džónin Hatake Kakaši 担当上忍はたけカカシ | Pověřený džónin Kakaši Hatake    | 30. září 2010       |
| 180          | Inari, tamesareru júki イナリ、試される勇気     | Inariho odvaha vystavena zkoušce | 7. října 2010       |
| 181          | Naruto, adauči šinandžuku ナルト、仇討ち指南塾  | Narutova škola pomsty            | 14. října 2010      |
| 182          | Gaara 'kizuna' 我愛羅『絆』                     | Gaarova pouta                    | 21. října 2010      |
| 183          | Naruto: autobureiku ナルト・アウトブレイク      | Naruto: vzpoura                  | 28. října 2010      |
| 184          | Šucugeki! Tenten-han 出撃! テンテン班           | Vyrážíme, kapitáne Tenten        | 4. listopadu 2010   |
| 185          | Animaru bangaiči アニマル番外地                 | Oblast zvířat                    | 11. listopadu 2010  |
| 186          | Á, seišun no kanpógan ああ、青春の漢方丸        | Á, léčivá pilulka mládí          | 18. listopadu 2010  |
| 187          | Dokondžó šitei šugjóhen ド根性師弟修業編        | Odvážný učitel a žák: trénink    | 25. listopadu 2010  |
| 188          | Dokondžó šitei ninpúroku ド根性師弟忍風録       | Příběh odvážného učitele a žáka  | 25. listopadu 2010  |
| 189          | Sasuke no nikukjú taizen サスケの肉球大全       | Sasukeho encyklopedie tlapek     | 2. prosince 2010    |
| 190          | Naruto to róhei ナルトと老兵                    | Naruto a starý voják             | 9. prosince 2010    |
| 191          | Kakaši koiuta カカシ恋歌                        | Kakašiho milostná píseň          | 16. prosince 2010   |
| 192          | Nedži gaiden ネジ外伝                           | Nedžiho příběh                   | 23. prosince 2010   |
| 193          | Nido šinda otoko 二度死んだ男                   | Muž, který zemřel dvakrát        | 6. ledna 2011       |
| 194          | Saiaku no nininsankjaku 最悪の二人三脚          | Nejhorší trojhonný závod         | 13. ledna 2011      |
| 195          | Renkei, daidžúppan 連携、第十班                 | Spolupráce týmu 10               | 20. ledna 2011      |
| 196          | Jami e no šissó 闇への疾走                      | Vstříc temnotě                   | 27. ledna 2011      |

### Desátá řada (2011)
| Č. v seriálu | Původní název                                  | Český název                   | Premiéra v Japonsku |
| ------------ | ---------------------------------------------- | ----------------------------- | ------------------- |
| 197          | Rokudaime hokage Danzó 六代目火影ダンゾウ      | Danzó, šestý hokage           | 10. února 2011      |
| 198          | Gokage kaidan zen'ja 五影会談前夜              | Předvečer setkání pěti kagů   | 10. února 2011      |
| 199          | Gokage tódžó! 五影登場!                        | Příchod pěti kagů!            | 17. února 2011      |
| 200          | Naruto no tangan ナルトの嘆願                  | Narutova prosba               | 24. února 2011      |
| 201          | Kudžú no kecudan 苦渋の決断                    | Bolestivé rozhodnutí          | 3. března 2011      |
| 202          | Haširu ikazuči 疾走る雷                        | Letící blesk                  | 10. března 2011     |
| 203          | Sasuke no nindó サスケの忍道                   | Sasukeho cesta nindži         | 17. března 2011     |
| 204          | Gokage no čikara 五影の実力                    | Síla pěti kage                | 24. března 2011     |
| 205          | Sensenfukoku 宣戦布告                          | Vyhlášení války               | 31. března 2011     |
| 206          | Sakura no omoi サクラの想い                    | Sakuřiny pocity               | 7. dubna 2011       |
| 207          | Bidžú básasu o no nai bidžú 尾獣VS尾のない尾獣 | Ocasatý vs. ocasatý bez ocasů | 14. dubna 2011      |
| 208          | Tomo to šite 親友として                        | Jako něčí přítel              | 21. dubna 2011      |
| 209          | Danzó no migiude ダンゾウの右腕                | Danzóova pravá ruka           | 28. dubna 2011      |
| 210          | Kindžirareta dódžucu 禁じられた瞳術            | Zakázaná oční technika        | 5. května 2011      |
| 211          | Šimura Danzó 志村ダンゾウ                      | Danzó Šimura                  | 12. května 2011     |
| 212          | Sakura no kakugo サクラの覚悟                  | Sakuřino rozhodnutí           | 19. května 2011     |
| 213          | Ušinawareta kizuna 失われた絆                  | Přetrhaná pouta               | 26. května 2011     |
| 214          | Seóbeki omoni 背負うべき重荷                   | Břemeno, které nese           | 2. června 2011      |
| 215          | Šukumei no futari 宿命のふたり                 | Osudová dvojice               | 9. června 2011      |
| 216          | Ičirjú no šinobi 一流の忍                      | Nindža nejvyšší úrovně        | 16. června 2011     |
| 217          | Sennjúša 潜入者                                | Špeh                          | 23. června 2011     |
| 218          | Ugokidasu taikoku 動き出す大国                 | Národy v pohybu               | 30. června 2011     |
| 219          | Hokage Hatake Kakaši 火影はたけカカシ          | Kakaši Hatake hokagem         | 7. července 2011    |
| 220          | Ógama sennin no jogen 大ガマ仙人の予言         | Proroctví velkého stařešiny   | 21. července 2011   |
| 221          | Kurairi 蔵入り                                 | Schránka                      | 28. července 2011   |

### Jedenáctá řada (2011)
| Č. v seriálu | Původní název                                                            | Český název                    | Premiéra v Japonsku |
| ------------ | ------------------------------------------------------------------------ | ------------------------------ | ------------------- |
| 222          | Gokage no kecudan 五影の決断                                             | Rozhodnutí pěti kage           | 28. července 2011   |
| 223          | Seinen to umi 青年と海                                                   | Chlapec a moře                 | 4. srpna 2011       |
| 224          | Benisu no šónin 紅州の商忍                                               | Nindžové z Benisu              | 11. srpna 2011      |
| 225          | Norowareta júreisen 呪われた幽霊船                                       | Prokletá loď duchů             | 18. srpna 2011      |
| 226          | Senkan no šima 戦艦の島                                                  | Bitevní ostrov                 | 25. srpna 2011      |
| 227          | Bókjaku no šima 忘却の島                                                 | Zapomenutý ostrov              | 1. září 2011        |
| 228          | Tatakae Rokku Rí! 闘えロック・リー!                                      | Souboj! Rock Lee!              | 8. září 2011        |
| 229          | Kuu ka kuwareru ka! Odoru kinoko džigoku 食うか食われるか!踊るキノコ地獄 | Jez nebo zemři! Hříbky z pekla | 22. září 2011       |
| 230          | Kage no gjakušú 影の逆襲                                                 | Pomsta stínových klonů         | 29. září 2011       |
| 231          | Tozasareta kóro 閉ざされた航路                                           | Uzavřené námořní cesty         | 6. října 2011       |
| 232          | Konoha no džošikai 木ノ葉の女子会                                        | Dámský klub v Listové          | 13. října 2011      |
| 233          | Sandžó, nise? Naruto 参上、偽?ナルト                                     | Podvodník na návštěvě? Naruto! | 20. října 2011      |
| 234          | Naruto no manadeši ナルトの愛弟子                                        | Narutův oblíbený žák           | 27. října 2011      |
| 235          | Nadešiko no kunoiči 撫子のくノ一                                         | Kunoiči z vesnice Nadešiko     | 3. listopadu 2011   |
| 236          | Nakama no senaka 仲間の背中                                              | Kamarádova záda                | 10. listopadu 2011  |
| 237          | Aa, Akogare no Cunade-sama ああ、憧れの綱手様                            | Á, má vysněná Cunade           | 24. listopadu 2011  |
| 238          | Sai no kjúsoku サイの休息                                                | Saiův odpočinek                | 1. prosince 2011    |
| 239          | Densecu no Ino-Šika-Čó 伝説の猪鹿蝶                                      | Legendární Ino-Šika-Čó         | 8. prosince 2011    |
| 240          | Kiba no kecui キバの決意                                                 | Kibovo rozhodnutí              | 15. prosince 2011   |
| 241          | Kakaši, waga eien no raibaru jo カカシ、我が永遠のライバルよ             | Kakaši, můj věčný rival        | 22. prosince 2011   |
| 242          | Naruto no čikai ナルトの誓い                                             | Narutova přísaha               | 28. prosince 2011   |

### Dvanáctá řada (2012)
| Č. v seriálu | Původní název                                                  | Český název                              | Premiéra v Japonsku |
| --- | -------------------------------------------------------------- | ---------------------------------------- | ------------------- |
| 243 | Jóriku! Rakuen no šima? 上陸! 楽園の島?                        | Vylodění! Rajský ostrov?                 | 5. ledna 2012       |
| Naruto konečně přijíždí na ostrov v Bleskové zemi, kde potkává „chobotnici”, která byla jednou z částí jeho předpovědi, již vyslovil Velký žabí stařešina – je jím džinčúriki osmicasého démona, Killer Bee. Naruto je jeho schopnostmi ohromen a požádá jej, aby jej také trénoval, ale Bee odmítne, protože byl na ostrov poslán kvůli „dovolené”. Naruto tedy požádá o pomoc Motoie, správce ostrova. Motoi jej zavede k Vodopádu pravdy, kde se Killer Bee učil ovládat svého démona. Před vodopádem se však Narutovi zjeví temná verze jeho osobnosti, která v něm začne podněcovat vztek a nenávist. Naruto se rozhodne proti němu bojovat, ale protože „temný Naruto” zná všechny jeho techniky a styl boje, zápas končí nerozhodně. |                                                                |                                          |                     |
| 244 | Kirábí to Motoi キラービーとモトイ                             | Killer Bee a Motoi                       | 12. ledna 2012      |
| Naruto se pokouší přesvědčit Motoie, aby zkusil promluvit ke Killer Beemu ohledně jeho tréninku. Motoi však odmítne, protože toho dle jeho slov není hoden. Vypráví o tom, že byli s Beem v mládí dobří přátelé, ale poté, co byl Bee vybrán jako nový džinčúriki osmiocasého démona, se jeho postoj k němu změnil. Přestože se Beeho po tom, co se stal džinčúrikim, lidé z Oblačné vesnice obávali stejně jako Naruta v Listové vesnici, Bee si z jejich názorů nikdy nedělal těžkou hlavu a stále zůstal lehkovážným. Motoi však v Beem začal více než svého přítele vidět právě osmiocasého démona, který mu v minulosti zabil otce, když se jej pokusil chytit, a proto se Killer Beeho jednou neúspěšně pokusil zabít. Ačkoli byl Motoi toho dne zahalen v plášti, má neustálé výčitky z toho, že jej Killer Bee poznal a ví o tom, že se jej snažil zabít. Po zpovědi Motoie se Naruto rozhodne vydat na okraj ostrova a přemýšlet nad tím, jak svou temnou stránku osobnosti porazit. Vtom se však objeví obří oliheň, která již dříve zaútočila na Narutovu loď, tentokrát však chytí do svých chapadel Motoie. Naruto už se chystá proti olihni bojovat, když najednou přijde na pomoc Killer Bee a Motoie osvobodí sám. Překvapený Motoi se následně Beeho zeptá, proč se jej pokusil zachránit, když se ho pokusil v minulosti zabít. Bee prohlásí, že o ničem takovém neví, že to udělal jenom proto, že je to jeho dobrý kamarád.        |                                                                |                                          |                     |
| 245 | Saranaru širen! Naruto VS Kjúbi!! さらなる試練! ナルトVS九尾!! | Další výzva! Naruto vs. Devítiocasý!!    | 19. ledna 2012      |
| Naruto, Bee, Jamato a Motoi se vydávají zpět k Vodopádu pravdy, kde se tentokrát Narutovi podaří porazit svou temnou stránku tím, že jí poděkuje za to, jak silným jej vlastně v průběhu času udělala. Všichni kromě Motoie projdou skrz vodopády do tajemného chrámu, kde se má Naruto naučit kontrolovat devítiocasého démona. Naruto v mysli potkává devítiocasého démona, který je překvapen tím, že necítí temnotu uvnitř Naruta. Naruto odstraní pečeť, vstoupí do módu poustevníka a za pomoci rad Killer Beeho začne útočit na démona. |                                                                |                                          |                     |
| 246 | Orendži-iro no kagajaki オレンジ色の輝き                       | Oranžová záře                            | 26. ledna 2012      |
| Naruto zaútočí na devítiocasého démona s obrovským Rasenganem, ale neúspěšně. Povede se mu jej sice zablokovat a použít na jeho krk větrný šuriken, ale během získávání démonovy čakry jej přemůže nenávist devítiocasého démona. Hlasy proudící z čakry Devítiocasého se snaží naplnit Naruta nenávistí, když tu se najednou v Narutově mysli objeví žena s rudými vlasy. Naruto si nejdříve myslí, že je to nějaký trik Devítiocasého, ale pak zjistí, že je to jeho matka, Kušina Uzumaki, která devítiocasého démona prostřednictvím Naruta spoutá pomocí čakrových řetězů. Naruta ze všeho nejvíce zajímá, jak se seznámila s otcem, proto se rozhodne Kušina vyprávět příběh o tom, jak se přistěhovala do Listové vesnice a o jejích dnech na nindžovské akademii, kde se s Minatem poprvé potkala. Povídá o tom, jak její spolužáci a také ona sama nenáviděli její rudé vlasy, kvůli čemuž ji nazývali Rajče nebo Pálivá paprička, a také o noci, kdy se ji nindžové z Oblačné vesnice pokusili unést kvůli její zvláštní čakře. Protože za sebou zanechávala kousky svých rudých vlasů, povedlo se Minatovi ji vystopovat a zachránit. Právě tu noc se stal Minato tím prvním, kdo jí kdy pochválil vlasy, a od té doby se do něj zamilovala. Protože se oba toužili stát hokagem, povzbudí Kušina Naruta, aby naplnil jejich sny. Naruto prohlásí, že coby syn Žlutého bleska z Listové a Pálivé papričky bude Oranžovým hokagem z Listové. |                                                                |                                          |                     |
| 247 | Nerawareta Kjúbi 狙われた九尾                                  | Cíl: devítiocasý démon                   | 2. února 2012       |
| Narutovi se podaří porazit devítiocasého démona a získat z něj čakru. Předtím, než jej však matka Kušina opustí, rozhodne se povědět mu pravdu o tom, co se stalo ten den, kdy se narodil. Nejdříve mu poví o tom, že byla předchozím džinčúriki devítiocasého démona. To byl také důvod, proč přišla z Vířivé vesnice do Listové vesnice: aby se její tělo stalo hostitelem Devítiocasého po předchozí hostitelce, manželce prvního hokage, Mito Uzumaki. Kušina byla vybrána, protože měla zvláštní čakru, kterou mohla démona v sobě potlačit. Vypráví mu také o Vířivé vesnici a klanu Uzumaki, odkud pocházela; že se vesnice specializovala na pečetící techniky, že byli vzdálení příbuzní klanu Sendžú z Listové vesnice a také o tom, že vesnice byla během válek kvůli obavám z přílišné moci zničena. V ten den, kdy měla Kušina porodit Naruta, byla vyslána mimo vesnici pro případ, že by se během porodu pečeť Devítiocasého prolomila a démon byl vypuštěn. Přestože jsou všechny informace ohledně místa a času porodu přísně tajné, tajemný muž s maskou úkryt najde a povraždí veškerou ochranu před úkrytem. |                                                                |                                          |                     |
| 248 | Jondaime no šitó!! 四代目の死闘!!                              | Smrtelný souboj čtvrtého hokage!!        | 9. února 2012       |
| Maskovaný muž vchází do úkrytu krátce poté, co Kušina porodí Naruta. Muž si ihned bere Naruta jako rukojmí a vyhrožuje jeho zabitím, pokud mu Minato nepředá Kušinu, aby z ní mohl odpečetit devítiocasého démona. Minatovi se podaří Naruta zachránit a přenést se do jejich domu, aby unikl výbuchu. Muž s maskou mezitím démona osvobodí a použije svůj šaringan, aby jej poštval proti Listové vesnici. Minato se vrací pro oslabenou Kušinu, kterou také přenese do domova k Narutovi, a vydává se konečně bojovat proti maskovanému muži. Po odvrácení útoků devítiocasého démona se objevuje již samotný muž s maskou. Poté co Minato objeví způsob, jak jej porazit, použije Rasengan během doby, kdy se maskovaný muž po použití časoprostorové techniky musí zhmotnit, čímž jej také porazí a umístí na jeho tělo pečeť, aby již nemohl dále kontrolovat devítiocasého démona. |                                                                |                                          |                     |
| 249 | „Arigató” 「ありがとう」                                       | Děkuji                                   | 9. února 2012       |
| Ačkoliv Minato osvobodil devítiocasého démona z kontroly muže s maskou, démon i nadále pokračuje v ničení Listové vesnice. Poté, co se do boje pustí i třetí hokage, se podaří démona dostat mimo vesnici. Minato přivolá žabího šéfa Gamabuntu, aby zdržel Devítiocasého do té doby, než přenese za vesnici Kušinu a Naruta, aby mohl démona zapečetit. Kušina následně devítiocasého démona spoutá pomocí čakrových řetězů a Minato připraví Pečeť boha smrti, čímž zajistí, že polovinu démonovy čakry do sebe zapečetí a také zbytek čakry zapečetí do Naruta. Poté, co Minato a Kušina obětují svůj život pro Naruta, Minato zapečetí do Naruta také kousek Kušininy čakry, aby mu pomohla s ovládáním Devítiocasého, až přijde čas. Následně věnují Narutovi svá poslední slova. |                                                                |                                          |                     |
| 250 | Čindžú VS kaidžin! Rakuen no tatakai! 珍獣VS怪人! 楽園の戦い!  | Bitva v ráji! Podivná šelma vs. příšera! | 16. února 2012      |
| Kušina opouští Narutovu mysl a Naruto přísahá, že udělá vše pro to, aby překonal všechny předchozí hokage. Poté, co se Naruto probudí a zůstane ještě v módu, kdy používá čakru devítiocasého démona, vycítí negativní energii ze Samehady, meče Killer Beeho. Ukáže se, že uvnitř Samehady byl po celou dobu člen Akacuki Kisame, který je špehoval. Když Kisame zjistí, že byl odhalen, uteče z komnaty. Před vodopády se právě snaží Guy nahlédnout do nitra své osobnosti, když vtom se z vodopádů vyřítí Kisame. Guy, zděšen domněním, že tohle je jeho pravá osobnost, se rozhodne s Kisamem bojovat, aniž by si vzpomněl na to, že s tímhle soupeřem už kdysi několikrát bojoval. |                                                                |                                          |                     |
| 251 | Kisame to iu otoko 鬼鮫という男                                | Muž jménem Kisame                        | 23. února 2012      |
| Guy použije vlastní techniku Denního tygra, čímž Kisameho porazí a Kisame je tak zajat. Aoba se rozhodne proniknout do jeho vědomí, aby zjistil plány Akacuki. Místo toho se dozvídá o Kisameho minulosti ve Skryté mlžné vesnici, tehdy pod krvavou vládou čtvrtého mizukage, kde se ukáže, že byl čtvrtý mizukage vlastně ovládán Tobim. Avšak ve chvíli, kdy má Tobi odhalit svou pravou totožnost, si Kisame překousne jazyk, aby přišel zpět k vědomí. Protože ví, že již nemůže vyhrát, vytváří kolem sebe vodní kouli, do níž přivolá žraloky, aby jej sežrali. Připomíná si přitom Itačiho slova o tom, že člověk pozná to, jakým v životě byl, teprve tehdy, když umírá. Ostatní tenhle proces sebeobětování ohromí a i sám Guy přísahá, že odteď si jeho jméno určitě zapamatuje. Poté, co je Kisame sežrán, se ostatní rozhodnou otevřít svitek, jenž chtěl Kisame odeslat Akacuki, ale ukáže se, že je to past, která na ně přivolá žraloky a uzavře je do vodních pastí. Během toho, co ostatní bojují, odplouvá jeden žralok s originálním svitkem pryč. |                                                                |                                          |                     |
| 252 | Ši e izanau tenši 死へいざなう天使                             | Anděl smrti                              | 1. března 2012      |
| Tobi míří do Skryté deštné vesnice vzít si z těla mrtvého Nagata rinnegan. Ptá se Konan, nyní již bývalé členky Akacuki, kde je Nagatovo tělo uloženo, ta však odmítá prozradit přesnou polohu jeho úkrytu. Tobi prohlásí, že to on podpořil Jahika v založení Akacuki a že také on dal Nagatovi rinnegan, proto má právo si jej vzít zpět. Konan se pokouší zničit Tobiho pomocí výbušných lístků, během jejichž výbuchu by jistě zemřela, nebýt toho, že Tobi pohltí část exploze. Přijde přitom o ruku a také část masky, čímž odhalí svůj druhý šaringan. Konan použije proti Tobimu speciální techniku, při níž spotřebuje přes šest miliard výbušných lístků. |                                                                |                                          |                     |
| 253 | Heiwa e no kakehaši 平和への懸け橋                             | Most vedoucí k míru                      | 8. března 2012      |
| Tobi přežije Konanin útok díky aktivaci Izanagi. Poté, co probodne Konan, jí vysvětlí účel a efekt této techniky. Konan se pokusí o opětovný útok, ale Tobi ji začne škrtit a díky šaringanu zjistí, kde se nachází Nagatova mrtvola. Tobi se na to místo vydává a všímá si, že Nagatovy původně rudé vlasy, důkaz toho, že byl z klanu Uzumaki, zbělely. Bere si od něj rinnegan a následně - nyní již v nové masce - dostává od mrtvého Kisameho zprávu o poloze, kde se nachází Naruto a Killer Bee. |                                                                |                                          |                     |
| 254 | Doesu-kjú gokuhi ninmu ドS級極秘任務                           | Super tajná mise typu S                  | 15. března 2012     |
| Naruto se pouští do přísně tajné mise typu S se zvířaty, ačkoli netuší, že byl na tuto misi poslán proto, aby se nedozvěděl o blížící se válce. V úkrytu Akacuki přivádí Tobi a Zecu Kabuta do zvláštní místnosti, kde se nachází socha Gedó a pod ní klon prvního hokage. Tobi rovněž Kabutovi ukáže armádu sto tisíce Zecuů, které vypěstoval. Ve Skryté oblačné vesnici se mezitím pět kagů dohaduje na změně strategie proti Akacuki, když už teď ví o tom, kde se nachází Naruto a Killer Bee. Ónoki se nabídne, že bude jejich ostrov bránit. Kabuto se spolu se vzkříšeným Deidarou vydávají na ostrov za účelem zajmout oba džinčúriki, zaútočí na něj však Ónoki. |                                                                |                                          |                     |
| 255 | Geidžucuka 芸術家再び                                          | Umělec se vrací                          | 22. března 2012     |
| 256 | Šúkecu! Šinobi rengógun! 集結! 忍連合軍!                       | Soustředění! Spojenecké síly nindžů      | 29. března 2012     |
| 257 | Deai 出会い                                                    | Setkání                                  | 5. dubna 2012       |
| 258 | Raibaru ライバル                                               | Rivalové                                 | 12. dubna 2012      |
| 259 | Kirecu 亀裂                                                    | Trhlina                                  | 19. dubna 2012      |
| 260 | Ribecu 離別                                                    | Loučení                                  | 26. dubna 2012      |
| 261 | Tomo no tame ni 友のために                                     | Pro mého přítele                         | 3. května 2012      |
| 262 | Kaisen! 開戦!                                                  | Válka začíná!                            | 10. května 2012     |
| 263 | Sai to Šin サイとシン                                          | Sai a Šin                                | 17. května 2012     |
| 264 | Edo tensei no himicu 穢土転生の秘密                            | Tajemství techniky vzříšení              | 24. května 2012     |
| 265 | Šukuteki to no saikai 宿敵との再会                             | Setkání se starým nepřítelem             | 31. května 2012     |
| 266 | Saišo no teki, saigo no teki 最初の敵, 最後の敵                | První a poslední nepřítel                | 7. června 2012      |
| 267 | Konoha no tensai gunši 木ノ葉の天才軍師                        | Geniální válečný poradce z Listové       | 21. června 2012     |
| 268 | Sorezore no gekisen!! それぞれの激戦!!                         | Bojiště                                  | 28. června 2012     |
| 269 | NG wádo NGワード                                               | Zakázaná slova                           | 5. července 2012    |
| 270 | Kondžiki no kizuna 金色の絆                                    | Zlatá pouta                              | 19. července 2012   |
| 271 | ROAD TO SAKURA                                                 | Cesta k Sakuře                           | 26. července 2012   |
| 272 | Mifune VS Hanzó ミフネVS半蔵                                   | Mifune versus Hanzó                      | 2. srpna 2012       |
| 273 | Hontó no jasašisa 本当の優しさ                                 | Opravdová dobrosrdečnost                 | 9. srpna 2012       |
| 274 | Kanpeki na Inošikačó!! 完璧な猪鹿蝶!!                          | Kompletní formace Ino-Šika-Čó            | 9. srpna 2012       |
| 275 | Kokoro no naka no tegami 心の中の手紙                          | Zpráva od srdce                          | 16. srpna 2012      |

### Třináctá řada (2012–2013)
| Č. v seriálu | Původní název                                                | Český název                             | Premiéra v Japonsku |
| ------------ | ------------------------------------------------------------ | --------------------------------------- | ------------------- |
| 276          | Gedó mazó no šúrai 外道魔像の襲来                            | Útok sochy Gedó                         | 23. srpna 2012      |
| 277          | Wakai no in 和解の印                                         | Znamení míru                            | 30. srpna 2012      |
| 278          | Nerawareta irjó nindža 狙われた医療忍者                      | Lékařský nindža zaměřen                 | 6. září 2012        |
| 279          | Širo Zecu no torappu 白ゼツの罠                              | Past bílého Zecua                       | 13. září 2012       |
| 280          | Geidžucuka no bigaku 芸術家の美学                            | Estetika umělce                         | 20. září 2012       |
| 281          | Ká-čan rengógun!! 母ちゃん連合軍!!                           | Spojenecké síly maminek!!               | 27. září 2012       |
| 282          | Hiwa: saikjó taggu!! 秘話・最強タッグ!!                      | Tajemství původu nejlepších parťáků!!   | 4. října 2012       |
| 283          | Futacu no taijó!! 二つの太陽!!                               | Dvě slunce!!                            | 11. října 2012      |
| 284          | Kabutowari! Akebino Džinin 兜割! 通草野餌人                  | Helmodrť! Džinin Akebino                | 18. října 2012      |
| 285          | Šakuton cukai! Sunagakure no Pakura 灼遁使い! 砂隠れのパクラ | Uživatel vařícího stylu! Písečná Pakura | 25. října 2012      |
| 286          | Torimodosenai mono 取り戻せないもの                          | To, co nejde vzít zpátky                | 1. listopadu 2012   |
| 287          | Kakeru ni ataisuru mono 賭けるに値する者                     | Ten, kdo stojí za sázku                 | 1. listopadu 2012   |
| 288          | Kjói, Džinpači - Kušimaru konbi!! 脅威、甚八・串丸コンビ!!   | Nebezpečí: Džinpači a Kušimaru!!        | 8. listopadu 2012   |
| 289          | Raitó!! Ringo Amejuri 雷刀!! 林檎雨由利                      | Bleskové ostří!! Amejuri Ringo          | 15. listopadu 2012  |
| 290          | Čikara, episode 1 「力-Chikara-」episode1                    | Síla, část první                        | 22. listopadu 2012  |
| 291          | Čikara, episode 2 「力-Chikara-」episode2                    | Síla, část druhá                        | 29. listopadu 2012  |
| 292          | Čikara, episode 3 「力-Chikara-」episode3                    | Síla, část třetí                        | 6. prosince 2012    |
| 293          | Čikara, episode 4 「力-Chikara-」episode4                    | Síla, část čtvrtá                       | 13. prosince 2012   |
| 294          | Čikara, episode 5 「力-Chikara-」episode5                    | Síla, část pátá                         | 20. prosince 2012   |
| 295          | Čikara, episode final 「力-Chikara-」episode Final           | Síla, část poslední                     | 10. ledna 2013      |

### Čtrnáctá řada (2013)
| Č. v seriálu | Původní název                                                    | Český název                              | Premiéra v Japonsku |
| ------------ | ---------------------------------------------------------------- | ---------------------------------------- | ------------------- |
| 296          | Naruto, sansen!! ナルト, 参戦!!                                  | Naruto se zapojuje do války!!            | 17. ledna 2013      |
| 297          | Čiči no omoi, haha no ai 父の想い, 母の愛                        | City otce, láska matky                   | 24. ledna 2013      |
| 298          | Cuini seššoku!! Naruto básasu Itači ついに接触!! ナルトVSイタチ  | Konečně se setkali!! Naruto versus Itači | 31. ledna 2013      |
| 299          | Mitomerareši mono 認められし者                                   | Uznávaný                                 | 7. února 2013       |
| 300          | Mizukage to óhamaguri to šinkiró 水影と蜃と蜃気楼                | Mizukage, obří škeble a přeludy          | 14. února 2013      |
| 301          | Mudžun 矛盾                                                      | Paradox                                  | 21. února 2013      |
| 302          | Kjófu – džóki bói 恐怖・蒸危暴威                                 | Hrůza: opaření vtipem                    | 28. února 2013      |
| 303          | Kako no bórei 過去の亡霊                                         | Duchové minulosti                        | 7. března 2013      |
| 304          | Jomi tenšin no džucu 黄泉転身の術                                | Otočená technika podsvětí                | 14. března 2013     |
| 305          | Fukušúša 復讐者                                                  | Mstitel                                  | 21. března 2013     |
| 306          | Kokoro no me 心の目                                              | Oko srdce                                | 28. března 2013     |
| 307          | Gekkó ni kiju 月光に消ゆ                                         | Zmizet v měsíčním svitu                  | 4. dubna 2013       |
| 308          | Mikazuki no joru 三日月の夜                                      | Noc pod srpkem měsíce                    | 11. dubna 2013      |
| 309          | É-ranku ninmu: gozen džiai A級任務・御膳試合                     | Mise typu A: souboj v jídle              | 18. dubna 2013      |
| 310          | Rakudžó 落城                                                     | Dobytý hrad                              | 25. dubna 2013      |
| 311          | Purorógu obu Ródo tó Nindža Prologue of Road to Ninja            | Prolog k Road to Ninja                   | 2. května 2013      |
| 312          | Ródžin to rjú no me 老人と龍の目                                 | Starý mistr a dračí oko                  | 9. května 2013      |
| 313          | Ame noči juki, tokidoki kaminari 雨のち雪, ときどき雷            | Déšť, pak sníh a pár blesků              | 16. května 2013     |
| 314          | Kanašii tenkiame 悲しい天気雨                                    | Smutný déšť                              | 23. května 2013     |
| 315          | Nagorijuki 名残雪                                                | Přetrvávající sníh                       | 30. května 2013     |
| 316          | Edo tensei rengógun!! 穢土転生連合軍!!                           | Oživené spojenecké jednotky!!            | 6. června 2013      |
| 317          | Šino básasu Torune!! シノVSトルネ!!                              | Šino versus Torune!!                     | 13. června 2013     |
| 318          | Kokoro no ana – mó hitori no džinčúriki 心の穴・もう一人の人柱力 | Díra v srdci – ještě jeden džinčúriki    | 20. června 2013     |
| 319          | Kugucu ni jadoru tamašii 傀儡に宿る魂                            | Duše žijící v loutce                     | 27. června 2013     |
| 320          | Hašire Omoi 走れオモイ                                           | Utíkej, Omoii                            | 4. července 2013    |

### Patnáctá řada (2013–2014)
| Č. v seriálu | Původní název                                                   | Český název                           | Premiéra v Japonsku |
| ------------ | --------------------------------------------------------------- | ------------------------------------- | ------------------- |
| 321          | Zóen tóčaku 増援到着                                            | Příchod posil                         | 18. července 2013   |
| 322          | Učiha Madara うちはマダラ                                       | Madara Učiha                          | 25. července 2013   |
| 323          | Gokage šúkecu...!! 五影集結...!!                                | Setkání pěti kage...!                 | 1. srpna 2013       |
| 324          | Warenai kamen — wareta šabondama 割れない仮面・割れたシャボン玉 | Nerozbitná maska a praskající bublina | 8. srpna 2013       |
| 325          | Džinčúriki básasu džinčúriki!! 人柱力VS人柱力!!                 | Džinčúriki versus džinčúriki!!        | 15. srpna 2013      |
| 326          | Jonbi — sen'en no ó 四尾・仙猿の王                              | Čtyřocasý, král poustevnických opic   | 22. srpna 2013      |
| 327          | Kjúbi 九尾                                                      | Devítiocasý                           | 29. srpna 2013      |
| 328          | Kurama 九喇嘛                                                   | Kurama                                | 29. srpna 2013      |
| 329          | Cú Man Seru ツーマンセル                                        | Tým o dvou členech                    | 5. září 2013        |
| 330          | Šóri e no jogen 勝利への予言                                    | Předvídání vítězství                  | 12. září 2013       |
| 331          | Jami o miru me 闇を見る眼                                       | Oči, které vidí temnotu               | 19. září 2013       |
| 332          | Iši no iši 石の意志                                             | Kamenná vůle                          | 26. září 2013       |
| 333          | Edo tensei no risuku 穢土転生のリスク                           | Rizika techniky vzkříšení mrtvých     | 3. října 2013       |
| 334          | Kjódai, taggu!! 兄弟, 共闘!!                                    | Bratři, kupředu!!                     | 10. října 2013      |
| 335          | Tagai no Konoha 互いの木ノ葉                                    | Konoha všech                          | 24. října 2013      |
| 336          | Jakuši Kabuto 薬師カブト                                        | Kabuto Jakuši                         | 31. října 2013      |
| 337          | Hacudó: Izanami 発動・イザナミ                                  | Aktivováno: Izanami                   | 7. listopadu 2013   |
| 338          | Izanagi to Izanami イザナギとイザナミ                           | Izanagi a Izanami                     | 14. listopadu 2013  |
| 339          | Omae o zutto aišiteiru お前をずっと愛している                   | Budu tě navždy milovat                | 21. listopadu 2013  |
| 340          | Edo tensei: Kai 穢土転生・解                                    | Edo tensei: zrušeno                   | 28. listopadu 2013  |
| 341          | Fukkacu!! Oročimaru 復活!! 大蛇丸                               | Návrat!! Oročimaru                    | 5. prosince 2013    |
| 342          | Džikúkan nindžucu no himicu 時空間忍術の秘密                    | Tajemství techniky přemisťování       | 12. prosince 2013   |
| 343          | Temé wa dare da!! てめーは誰だ!!                                | Kdo sakra jsi?!                       | 19. prosince 2013   |
| 344          | Obito to Madara オビトとマダラ                                  | Obito a Madara                        | 9. ledna 2014       |
| 345          | Ore wa džigoku ni iru オレは地獄に居る                          | Jsem v pekle                          | 16. ledna 2014      |
| 346          | Jume no sekai 夢の世界                                          | Svět snů                              | 23. ledna 2014      |
| 347          | Šinobijoru kage 忍び寄る影                                      | Šinobi skrývající se ve stínech       | 23. ledna 2014      |
| 348          | Šinsei: Akacuki 新生・“暁”                                      | Zrození Akacuki                       | 30. ledna 2014      |

### Šestnáctá řada (2014)
| Č. v seriálu | Původní název                          | Český název                | Premiéra v Japonsku |
| ------------ | -------------------------------------- | -------------------------- | ------------------- |
| 349          | Kokoro o kakusu men 心を隠す面         | Maska zakrývající srdce    | 6. února 2014       |
| 350          | Minato no ši ミナトの死                | Minatova smrt              | 13. února 2014      |
| 351          | Haširama saibó 柱間細胞                | Haširamovy buňky           | 20. února 2014      |
| 352          | Nukenin: Oročimaru 抜け忍・大蛇丸      | Uprchlý nindža Oročimaru   | 27. února 2014      |
| 353          | Oročimaru no džikkentai 大蛇丸の実験体 | Oročimaruovo pokusné morče | 6. března 2014      |
| 354          | Sorezore no miči それぞれの道          | Rozdílné cesty             | 6. března 2014      |
| 355          | Nerawareta šaringan 狙われた写輪眼     | Chtěný šaringan            | 13. března 2014     |
| 356          | Konoha no šinobi 木ノ葉の忍            | Šinobi z Konohy            | 20. března 2014     |
| 357          | Anbu no Učiha 暗部のうちは             | Učiha v ANBU               | 3. dubna 2014       |
| 358          | Kúdetá クーデター                      | Vojenský převrat           | 10. dubna 2014      |
| 359          | Sangeki no joru 惨劇の夜               | Osudová noc                | 17. dubna 2014      |
| 360          | Tantó džónin 担当上忍                  | Zodpovědný džónin          | 24. dubna 2014      |
| 361          | Dainanahan 第七班                      | Tým 7                      | 8. května 2014      |

### Sedmnáctá řada (2014)
| Č. v seriálu | Původní název                            | Český název                       | Premiéra v Japonsku |
| ------------ | ---------------------------------------- | --------------------------------- | ------------------- |
| 362          | Kakaši no kecui カカシの決意             | Kakašiho rozhodnutí               | 15. května 2014     |
| 363          | Šinobi rengógun no džucu! 忍連合軍の術!  | Technika Spojeneckých sil nindžů! | 22. května 2014     |
| 364          | Cunagareru mono 繋がれるもの             | To, co nás spojuje                | 5. června 2014      |
| 365          | Šinobimau mono-tači 忍び舞う者たち       | Ti, kdo tančí ve stínech          | 12. června 2014     |
| 366          | Subete o širu mono-tači 全てを知る者たち | Ti, kdo všechno ví                | 19. června 2014     |
| 367          | Haširama to Madara 柱間とマダラ          | Haširama a Madara                 | 3. července 2014    |
| 368          | Sengoku džidai 戦国時代                  | Období válčících států            | 10. července 2014   |
| 369          | Hontó no jume 本当の夢                   | Opravdový sen                     | 24. července 2014   |
| 370          | Sasuke no kotae サスケの答え             | Sasukeho odpověď                  | 31. července 2014   |
| 371          | Kazaana 風穴                             | Vzdušný otvor                     | 7. srpna 2014       |
| 372          | Umeru mono 埋めるもの                    | To, co zaplní prázdnotu           | 14. srpna 2014      |

### Osmnáctá řada (2014–2015)
| Č. v seriálu | Původní název                             | Český název                   | Premiéra v Japonsku |
| ------------ | ----------------------------------------- | ----------------------------- | ------------------- |
| 373          | Dainanahan, šúkecu!! 第七班、集結!!       | Setkání týmu 7!!              | 21. srpna 2014      |
| 374          | Aratanaru sansukumi 新たなる三竦み        | Nová trojka                   | 28. srpna 2014      |
| 375          | Kakaši básasu Obito カカシVSオビト        | Kakaši versus Obito           | 4. září 2014        |
| 376          | Kjúbi gódacu širei 九尾強奪指令           | Nařízení: lapit Devítiocasého | 11. září 2014       |
| 377          | Naruto tai Meka Naruto ナルト対メカナルト | Naruto versus Mecha Naruto    | 11. září 2014       |
| 378          | Džúbi no džinčúriki 十尾の人柱力          | Džinčúriki Desetiocasého      | 18. září 2014       |
| 379          | Toppakó 突破口                            | Průlom                        | 25. září 2014       |
| 380          | Naruto ga umareta hi ナルトが生まれた日   | Den, kdy se narodil Naruto    | 2. října 2014       |
| 381          | Šindžu 神樹                               | Posvátný strom                | 9. října 2014       |
| 382          | Šinobi no jume 忍の夢                     | Sen šinobiho                  | 16. října 2014      |
| 383          | Sabó o ou 希望を追う                      | Pronásledování naděje         | 23. října 2014      |
| 384          | Nakama de mičita kokoro 仲間で満ちた心    | Srdce naplněné přáteli        | 30. října 2014      |
| 385          | Učiha Obito うちはオビト                  | Obito Učiha                   | 6. listopadu 2014   |
| 386          | Čanto miteru ちゃんと見てる               | Neustále se dívám             | 13. listopadu 2014  |
| 387          | Mamorareta jakusoku 守られた約束          | Dodržený slib                 | 20. listopadu 2014  |
| 388          | Saišo no tomo 最初の友                    | První kamarád                 | 27. listopadu 2014  |
| 389          | Akogare no né-sama 憧れの姉さま           | Obdivovaná sestra             | 4. prosince 2014    |
| 390          | Hanabi no kecui ハナビの決意              | Rozhodnutí Hanabi             | 4. prosince 2014    |
| 391          | Učiha Madara, tacu うちはマダラ、立つ     | Madara Učiha povstal          | 11. prosince 2014   |
| 392          | Ura no kokoro 裏の心                      | Skryté srdce                  | 18. prosince 2014   |
| 393          | Hontó no owari 本当の終わり               | Opravdový konec               | 25. prosince 2014   |

### Devatenáctá řada (2015)
| Č. v seriálu | Původní název                                       | Český název                     | Premiéra v Japonsku |
| ------------ | --------------------------------------------------- | ------------------------------- | ------------------- |
| 394          | Aratanaru čúnin šiken 新たなる中忍試験              | Nová čúninská zkouška           | 8. ledna 2015       |
| 395          | Čúnin šiken, kaiši! 中忍試験、開始!                 | Začátek čúninské zkoušky!       | 15. ledna 2015      |
| 396          | Miccu no mondai 三つの問題                          | Tři otázky                      | 22. ledna 2015      |
| 397          | Rídá ni fusawašii mono リーダーに相応しい者         | Ten, kdo je hoden býti vůdce    | 29. ledna 2015      |
| 398          | Nidži šiken, zen'ja 二次試験、前夜                  | Noc před druhou zkouškou        | 5. února 2015       |
| 399          | Ma no sabaku no sabaibaru 魔の砂漠のサバイバル      | Přežití písečného démona        | 12. února 2015      |
| 400          | Taidžucu cukai to šite… 体術使いとして...           | Jako ten, kdo používá taidžucu… | 19. února 2015      |
| 401          | Kimeši mono 極めし者                                | Rozhodnutý                      | 26. února 2015      |
| 402          | Tósó básasu cuigeki 逃走VS追跡                      | Utéct, nebo pronásledovat       | 5. března 2015      |
| 403          | Akiramenai dokondžó 諦めないド根性                  | Vůle se nevzdat                 | 12. března 2015     |
| 404          | Tenten no najami テンテンの悩み                     | Tenteniny problémy              | 19. března 2015     |
| 405          | Todžikomerareta futari 閉じ込められた二人           | Uvězněná dvojice                | 26. března 2015     |
| 406          | Džibun no ibašo 自分の居場所                        | Místo, kam patřím               | 2. dubna 2015       |
| 407          | Jamanaka ičizoku: hiden nindžucu 山中一族・秘伝忍術 | Jamanakové: tajná technika      | 9. dubna 2015       |
| 408          | Noroi no ningjó 呪いの人形                          | Prokletá loutka                 | 16. dubna 2015      |
| 409          | Futacu no senaka 二人の背中                         | Dvě záda                        | 23. dubna 2015      |
| 410          | Ugokidašita inbó 動き出した陰謀                     | Uskutečňující se plán           | 30. dubna 2015      |
| 411          | Nerawareta bidžú 狙われた尾獣                       | Zacílený démon                  | 7. května 2015      |
| 412          | Nedži no handan ネジの判断                          | Nedžiho rozhodnutí              | 14. května 2015     |
| 413          | Mirai ni takusu omoi 未来に託す思い                 | Naděje svěřené budoucnosti      | 21. května 2015     |
| 414          | Ši no kiwa 死の際                                   | Na hraně života a smrti         | 28. května 2015     |

### Dvacátá řada (2015–2016)
| Č. v seriálu | Původní název                                          | Český název                            | Premiéra v Japonsku |
| ------------ | ------------------------------------------------------ | -------------------------------------- | ------------------- |
| 415          | Futacu no Mangekjó 二つの万華鏡                        | Dva kaleidoskopické šaringany          | 4. června 2015      |
| 416          | Kessei: Minato-han 結成・ミナト班                      | Formace: Minatův tým                   | 11. června 2015     |
| 417          | Omae wa bakkuappu da お前はバックアップだ              | Ty jsi záloha                          | 25. června 2015     |
| 418          | Aoki módžú básasu Rikudó Madara 碧き猛獣VS六道マダラ   | Zelená šelma versus Madara Šesti cest  | 2. července 2015    |
| 419          | Papa no seišun パパの青春                              | Taťkovo mládí                          | 9. července 2015    |
| 420          | Hačimon tonkó no džin 八門遁甲の陣                     | Formace Osmi vnitřních bran            | 23. července 2015   |
| 421          | Rikudó sennin 六道仙人                                 | Mudrc Šesti cest                       | 30. července 2015   |
| 422          | Ukecugarerumono 受け継がれるもの                       | Dědicové                               | 6. srpna 2015       |
| 423          | Naruto no raibaru ナルトのライバル                     | Narutův rival                          | 6. srpna 2015       |
| 424          | Tacu 立つ                                              | Vstát                                  | 13. srpna 2015      |
| 425          | Mugen no jume 無限の夢                                 | Nekonečný sen                          | 20. srpna 2015      |
| 426          | Mugen Cukuyomi 無限月読                                | Nekonečné Cukuyomi                     | 27. srpna 2015      |
| 427          | Jume no sekai e 夢の世界へ                             | Do světa snů                           | 3. září 2015        |
| 428          | Tenten no ibašo テンテンの居場所                       | Kam patří Tenten                       | 3. září 2015        |
| 429          | Kirá Bí Rappúden: Ten no maki キラービー落風伝・天の巻 | Killer Bee: Kronika rapu – Svitek nebe | 10. září 2015       |
| 430          | Kirá Bí Rappúden: Či no maki キラービー落風伝・地の巻  | Killer Bee: Kronika rapu – Svitek země | 17. září 2015       |
| 431          | Ano egao o móičido あの笑顔をもう一度                  | Ještě jednou ten úsměv                 | 24. září 2015       |
| 432          | Očikobore šinobi 落ちこぼれ忍者                        | Nešikovný nindža                       | 1. října 2015       |
| 433          | Tansaku ninmu 探索任務                                 | Průzkumná mise                         | 8. října 2015       |
| 434          | Čímu Džiraija チーム・ジライヤ                         | Tým Džiraija                           | 15. října 2015      |
| 435          | Júsen džun'i 優先順位                                  | Seznam priorit                         | 22. října 2015      |
| 436          | Kamen no otoko 仮面の男                                | Maskovaný muž                          | 5. listopadu 2015   |
| 437          | Fúinsareši čikara 封印されし力                         | Zapečetěná síla                        | 12. listopadu 2015  |
| 438          | Okite ka, nakama ka 掟か、仲間か                       | Nařízení, nebo přátelé                 | 19. listopadu 2015  |
| 439          | Jogen no ko 予言の子                                   | Předpovězené dítě                      | 26. listopadu 2015  |
| 440          | Kako no tori 籠の鳥                                    | Pták v kleci                           | 3. prosince 2015    |
| 441          | Kikan 帰還                                             | Návrat                                 | 10. prosince 2015   |
| 442          | Tagai no miči 互いの道                                 | Vzájemná cesta                         | 17. prosince 2015   |
| 443          | Čikara no sa 力の差                                    | Rozdíl v síle                          | 24. prosince 2015   |
| 444          | Sato nuke 里抜け                                       | Opuštění vesnice                       | 14. ledna 2016      |
| 445          | Otte 追手                                              | Pronásledovatelé                       | 21. ledna 2016      |
| 446          | Šótocu 衝突                                            | Konflikt                               | 28. ledna 2016      |
| 447          | Mó hitocu no cuki もう一つの月                         | Další měsíc                            | 4. února 2016       |
| 448          | Nakama 仲間                                            | Přítel                                 | 11. února 2016      |
| 449          | Šinobi-tači no kjóen 忍連の共演                        | Spojení šinobi                         | 18. února 2016      |
| 450          | Raibaru 好敵手                                         | Rival                                  | 25. února 2016      |
| 451          | Umareru inoči, šinu inoči 生まれる命、死ぬ命           | Zrození života, zánik života           | 3. března 2016      |
| 452          | Isai 異才                                              | Génius                                 | 10. března 2016     |
| 453          | Inoči no itami 命の痛み                                | Bolest života                          | 17. března 2016     |
| 454          | Šisui no irai シスイの依頼                             | Šisuiova žádost                        | 24. března 2016     |
| 455          | Cukijo 月夜                                            | Noc zalitá měsíčním svitem             | 7. dubna 2016       |
| 456          | Akacuki no jami 暁の闇                                 | Temnota Akacuki                        | 14. dubna 2016      |
| 457          | Aibó 相棒                                              | Druh                                   | 21. dubna 2016      |
| 458          | Makoto 真                                              | Pravda                                 | 28. dubna 2016      |
| 459          | Hadžimari no mono はじまりのもの                       | Ta první                               | 5. května 2016      |
| 460          | Ócucuki Kaguja 大筒木カグヤ                            | Kaguja Ócucuki                         | 12. května 2016     |
| 461          | Hagoromo to Hamura ハゴロモとハムラ                    | Hagoromo a Hamura                      | 19. května 2016     |
| 462          | Cukurareta kako 造られた過去                           | Stvořená minulost                      | 26. května 2016     |
| 463          | Igaisei nanbáwan! 意外性ナンバーワン！                 | Jednička v nepředvídatelnosti!         | 2. června 2016      |
| 464          | Ninšú 忍宗                                             | Ninšú                                  | 9. června 2016      |
| 465          | Ašura to Indora アシュラとインドラ                     | Ašura a Indra                          | 16. června 2016     |
| 466          | Širen no tabi 試練の旅                                 | Cesta zkoušky                          | 30. června 2016     |
| 467          | Ašura no kecui アシュラの決意                          | Ašurovo rozhodnutí                     | 7. července 2016    |
| 468          | Kókeiša 後継者                                         | Následník                              | 21. července 2016   |
| 469          | Tokubecu ninmu 特別任務                                | Speciální mise                         | 28. července 2016   |
| 470          | Cunagaru omoi 繋がる想い                               | Spojené myšlenky                       | 4. srpna 2016       |
| 471          | Futari o čanto 二人をちゃんと                          | Pořádně ty dva…                        | 11. srpna 2016      |
| 472          | Omae wa kanarazu お前は必ず                            | Ty určitě…                             | 18. srpna 2016      |
| 473          | Šaringan, futatabi 写輪眼、再び                        | Znovu šaringan                         | 25. srpna 2016      |
| 474          | Omedetó おめでとう                                     | Blahopřeji                             | 1. září 2016        |
| 475          | Šúmacu no tani 終末の谷                                | Údolí konce                            | 8. září 2016        |
| 476          | Saigo no tatakai 最後の戦い                            | Poslední souboj                        | 8. září 2016        |
| 477          | Naruto to Sasuke ナルトとサスケ                        | Naruto a Sasuke                        | 29. září 2016       |
| 478          | Wakai no in 和解の印                                   | Znamení smíru                          | 6. října 2016       |
| 479          | Uzumaki Naruto!! うずまきナルト！！                    | Naruto Uzumaki!!                       | 13. října 2016      |

### Dvacátá první řada (2016–2017)
| Č. v seriálu | Původní název                           | Český název                | Premiéra v Japonsku |
| ------------ | --------------------------------------- | -------------------------- | ------------------- |
| 480          | NARUTO・HINATA                          | Naruto a Hinata            | 20. října 2016      |
| 481          | SASUKE・SAKURA                          | Sasuke a Sakura            | 27. října 2016      |
| 482          | GAARA・SHIKAMARU                        | Gaara a Šikamaru           | 3. listopadu 2016   |
| 483          | JIRAIYA・KAKASHI                        | Džiraija a Kakaši          | 10. listopadu 2016  |
| 484          | Kibaku ningen 起爆人間                  | Vybuchující člověk         | 1. prosince 2016    |
| 485          | Korošiamu 闘技場                        | Koloseum                   | 8. prosince 2016    |
| 486          | Fúšin 風心                              | Fúšin                      | 15. prosince 2016   |
| 487          | Kecurjúgan 血龍眼                       | Kecurjúgan                 | 22. prosince 2016   |
| 488          | Saigo no hitori 最後の一人              | Ten poslední               | 5. ledna 2017       |
| 489          | Fúun 風雲                               | Situace                    | 12. ledna 2017      |
| 490          | An'un 暗雲                              | Temná mračna               | 19. ledna 2017      |
| 491          | Jamikumo 闇雲                           | Černá mračna               | 26. ledna 2017      |
| 492          | Giun 疑雲                               | Mrak pochybností           | 2. února 2017       |
| 493          | Šinonome 東雲                           | Úsvit                      | 9. února 2017       |
| 494          | Naruto no kekkon ナルトの結婚           | Narutova svatba            | 16. února 2017      |
| 495          | Furupawá kekkon iwai フルパワー結婚祝い | Pořádný svatební dar       | 16. února 2017      |
| 496          | Jukemuri to hjórógan 湯けむりと兵糧丸   | Pára a jedlé kuličky       | 23. února 2017      |
| 497          | Kazekage no oiwai 風影の御祝            | Kazekageho dar             | 2. března 2017      |
| 498          | Saigo no ninmu 最後の任務               | Poslední mise              | 9. března 2017      |
| 499          | Gokuhi ninmu no jukue 極秘任務の行方    | Výsledek přísně tajné mise | 16. března 2017     |
| 500          | Iwai no kotoba 祝いの言葉               | Oslavná řeč                | 23. března 2017     |

## Filmy
| Č. v seriálu | Původní název                                                                                   | Český název                           | Premiéra v Japonsku |
| ------------ | ----------------------------------------------------------------------------------------------- | ------------------------------------- | ------------------- |
| 1            | Gekidžóban Naruto Šippúden 劇場版NARUTO−ナルト− 疾風伝                                          | Naruto Šippúden                       | 4. srpna 2007       |
| 2            | Gekidžóban Naruto Šippúden: Kizuna 劇場版NARUTO-ナルト- 疾風伝 絆                               | Naruto Šippúden: Pouta                | 2. srpna 2008       |
| 3            | Gekidžóban Naruto Šippúden: Hi no iši o cugu mono 劇場版 NARUTO-ナルト- 疾風伝 火の意志を継ぐ者 | Naruto Šippúden: Dědicové Ohnivé vůle | 1. srpna 2009       |
| 4            | Gekidžóban Naruto Šippúden: Za rosuto tawá 劇場版 NARUTO-ナルト-疾風伝 ザ・ロストタワー         | Naruto Šippúden: Ztracená věž         | 31. července 2010   |
| 5            | Gekidžóban Naruto: Buraddo purizun 劇場版 NARUTO-ナルト- ブラッド・プリズン                     | Naruto: Krvavé vězení                 | 30. července 2011   |
| 6            | ROAD TO NINJA -NARUTO THE MOVIE-                                                                | Naruto: Cesta k nindžovi              | 28. července 2012   |
| 7            | THE LAST -NARUTO THE MOVIE-                                                                     | Poslední Naruto                       | 6. prosince 2014    |
| 8            | BORUTO -NARUTO THE MOVIE-                                                                       | Boruto                                | 7. srpna 2015       |